# سمير الشيخلي

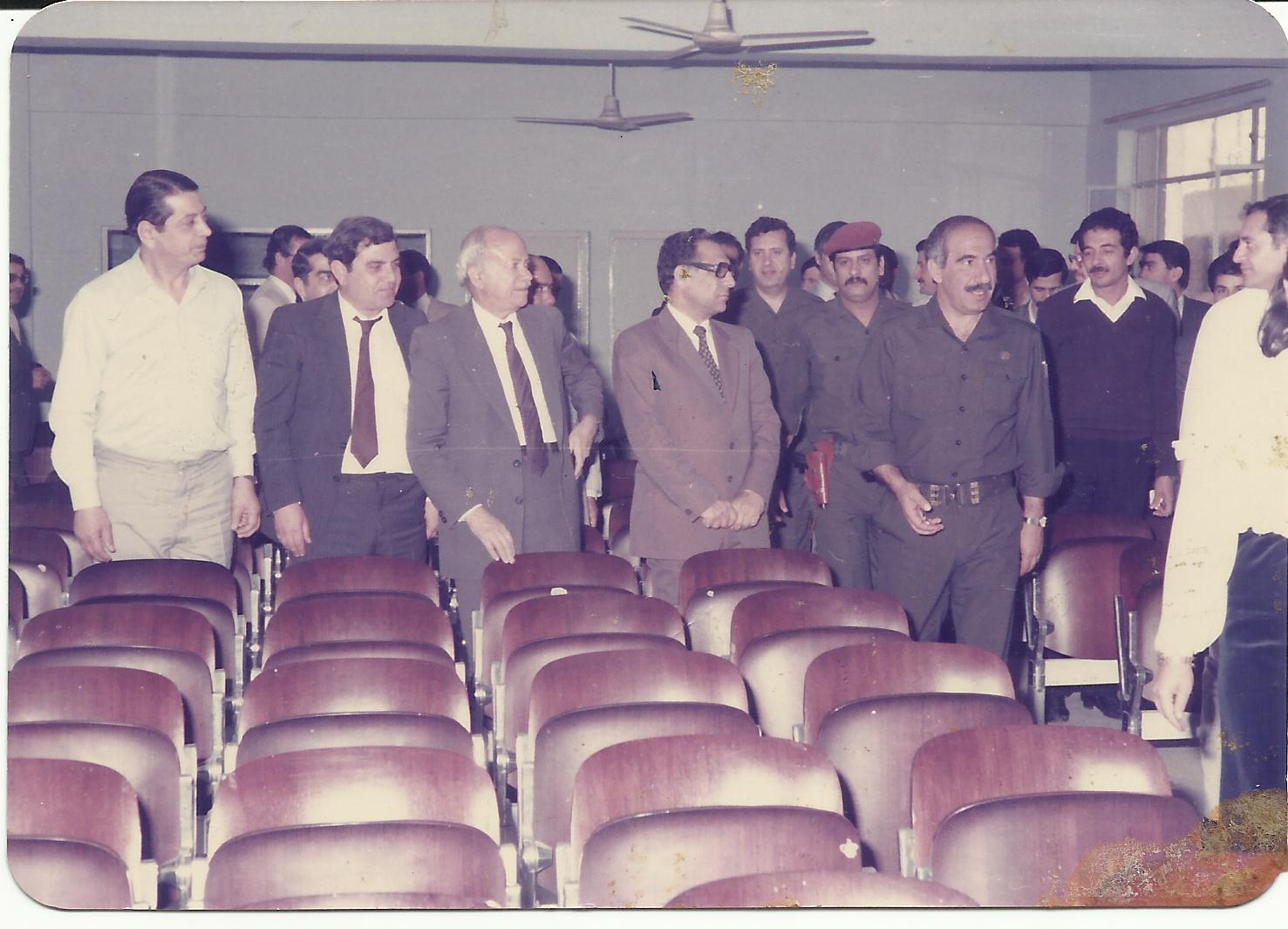
سمير الشيخلي في زيارة للجامعة التكنولوجية ببغداد عندما كان وزير التعليم العالي والبحث العلمي عام 1984- 1985، ويظهر في الصورة مؤسس الجامعة التكنولوجية الاستاذ جاسم الحياني الثالث من اليسار

سمير محمد عبد الوهاب خلف محمود علي الشيخلي ولد في بغداد عام 1945 وشغل منصب أمين بغداد عاصمة العراق، ترقى إلى منصب وزير الداخلية في عهد الرئيس صدام حسين.

## تحصيله العلمي
- خريج إعدادية الأعظمية للبنين - الفرع العلمي
- خريج كلية الإقتصاد والعلوم السياسية "قسم الإحصاء الدورة الأولى
- خريج جامعة البكر - كلية الدفاع الوطني الدورة الأولى- والأطروحة التي قدمها للتخرج كانت تحت عنوان (التأثيرات الاستراتيجية لأزمة الطاقة)

## مناصبه
- مساعد باحث إحصائي في وزارة التخطيط عام 1968.
- عضو في لجنة المتابعة لشؤون النفط والاتفاقيات وكانت برئاسة نائب رئيس مجلس قيادة الثورة صدام حسين وسكرتير اللجنة عدنان الحمداني.
- عضو في الوفد الفني الذي عقد اتفاقية التعاون الفني مع اليابان.
- عضو في الوفد الفني الذي عقد اتفاقية التعاون الفني والاقتصادي مع إيطاليا وكان برئاسة الدكتور عبد الأمير الأنباري الخبير الاقتصادي.
- أميناً للعاصمة بغداد في كانون الأول عام 1978.[1]
- مستشاراً لرئيس الجمهورية عام 1982
- مشرفاً على أمانة بغداد لغرض استكمال المشاريع ولمدة سنة واحدة عام 1983
- وزيراً للتعليم العالي والبحث العلمي عام 1984
- وزيراً للداخلية عام 1987

## إنجازات
- مشروع إنشاء شبكات رئيسية نفذّتها شركة مقاولات المجاري.
- مشروع خط ناقل إلى منطقة الرستمية وهو مشروع عملاق نفذته شركة زبلن الألمانية.
- مشروع الشبكات الفرعية وتوصيلها إلى الدور السكنية قامت به شركات عراقية وشركة هندية تدعى حبرا كاش.
- مشروع تبليط شوارع لأحياء مدينة الثورة والتي مجموع أطوالها يساوي أطوال شوارع المنطقة الجنوبية للعراق.
- مشروع نصب بدالة حديثة لبغداد.
- مشروع الأسواق المركزية في بغداد.
- مشروع تأسيس شبكة كهرباء الضغط العالي لبغداد.
- مشروع بناء مستشفى الولادة في الحبيبية.
- مشروع بناء مستشفى عام في منطقة كسرة وعطش.
- مشروع بناء مجمع سكني في منطقة الحبيبية.
- مشروع بناء مجمع سكني في منطقة كسرة وعطش.
- مشروع بناء أسواق نموذجية والقيام بحملة عمل شعبي لبناء المدارس، كما تم إنشاء مناطق خضراء وملاعب للأطفال، وقد تحولت بغداد إلى مدينة عصرية نالت استحسان وإعجاب المنظمات الدولية التي زارت العراق وعبّرت عن إعجابها بخطة التطور الحضري لبغداد.

## اعتزال العمل السياسي
في عام 1991 اعتزل العمل السياسي والوظيفي.

## روابط خارجية
- لقاء مع سمير الشيخلي على قناة الشرقية سنة 2016 على يوتيوب
- موقع امانة بغداد - نبذة عن امين بغداد